# Lyckoträsket
Lyckoträsket är en sjö i Piteå kommun i Norrbotten och ingår i Lillpiteälvens huvudavrinningsområde. Sjön har en area på 3 kvadratkilometer och ligger 228,1 meter över havet. Sjön avvattnas av vattendraget Lillpiteälven.

## Delavrinningsområde
Lyckoträsket ingår i det delavrinningsområde (727578-171975) som SMHI kallar för Utloppet av Lyckoträsket. Medelhöjden är 271 meter över havet och ytan är 30,17 kvadratkilometer. Räknas de 19 avrinningsområdena uppströms in blir den ackumulerade arean 218,02 kvadratkilometer. Avrinningsområdets utflöde Lillpiteälven mynnar i havet. Avrinningsområdet består mestadels av skog (65 procent) och sankmarker (11 procent). Avrinningsområdet har 2,99 kvadratkilometer vattenytor vilket ger det en sjöprocent på 9,9 procent.